# Captain Cook Highway

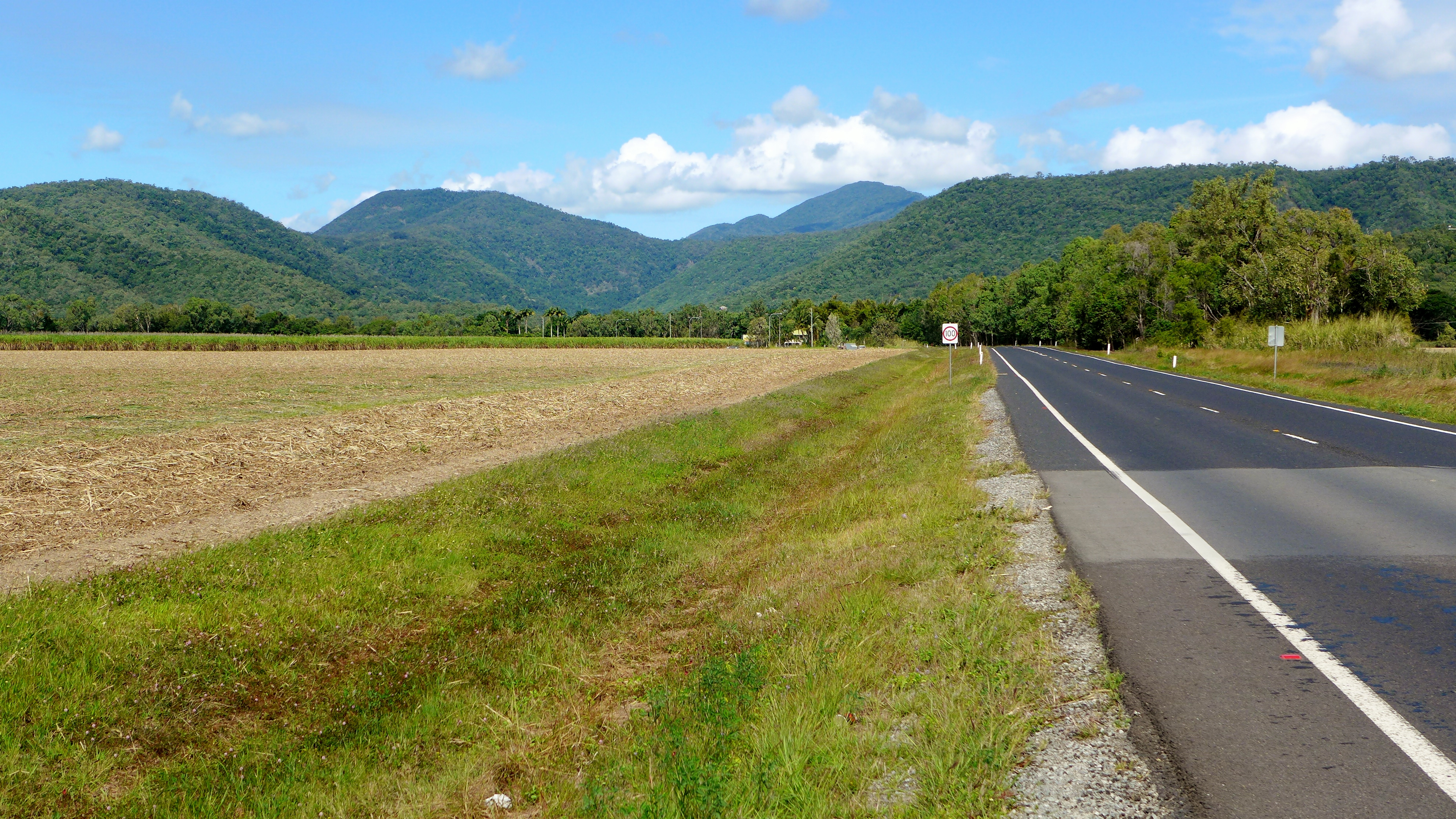
Vu de la route Captain Cook Highway en direction du sud.

La Captain Cook Highway est une route du Queensland en Australie longue de 75 km qui commence à Cairns et se termine à Mossman, où elle rejoint la Mossman-Daintree Road qui continue jusqu'à Daintree. 
La Captain Cook Highway est utilisée par de nombreux touristes qui se rendent à Port Douglas, au nord de Cairns. En plus d'être un lien vital entre deux sites touristiques, la capitaine Cook Highway est une route panoramique qui serpente le long de la côte entre la forêt tropicale et le bord de mer en direction de Port Douglas et du parc national de Daintree.